# Stanisław Jerzy Komorowski
Stanisław Jerzy Komorowski (* 18. Dezember 1953 in Warschau; † 10. April 2010 in Smolensk, Russland) war ein polnischer Politiker, Diplomat, Physiker, Vize-Außenminister (2005 bis 2006) und bis zu seinem Tod Vizeminister im polnischen Verteidigungsministerium.

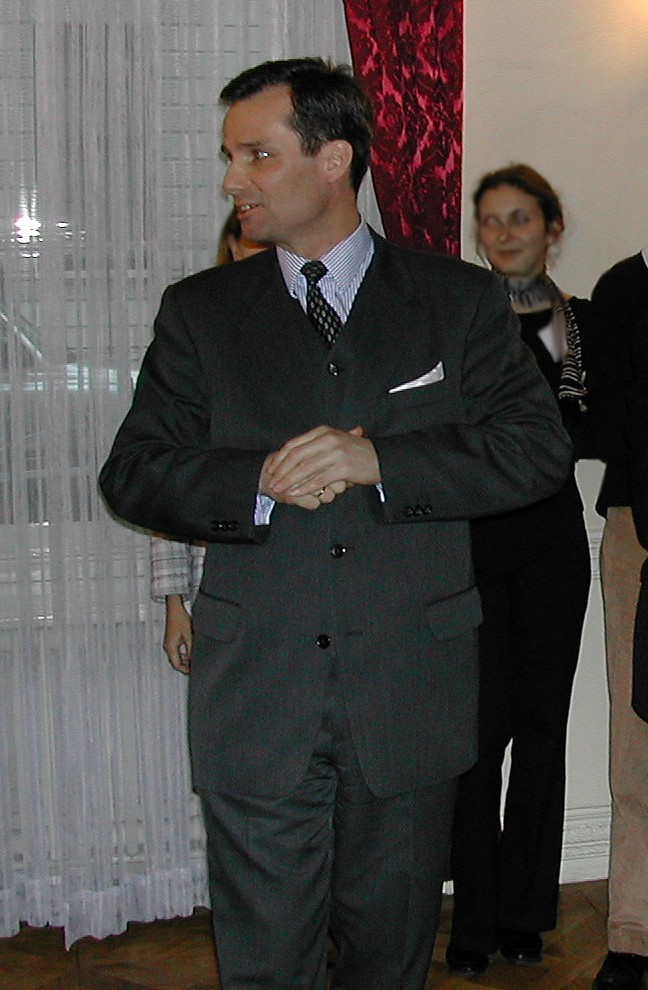
Komorowski im Jahr 2002

## Leben
Als Physiker beendete Komorowski sein Studium an der Universität Warschau. 1985 wurde er Doktor der Physik. In den Jahren 1978 bis 1990 war er wissenschaftlicher Mitarbeiter am Institut für physikalische Chemie der polnischen Akademie der Wissenschaften (Polska Akademia Nauk). 1991 war Komorowski Direktor des Mitarbeiterbüros im polnischen Außenministerium. Von 1994 bis 1998 war er Botschafter in Den Haag in den Niederlanden, von 1999 bis 2004 Botschafter in London im Vereinigten Königreich Großbritannien und Nordirland. Von 1998 bis 1999 war Komorowski Direktor im Sekretariat des Außenministers. Vom 10. November 2005 bis zum 9. Oktober 2006 war er Vizeminister im Außenministerium. Am 26. November 2007 wurde er zum Vizeminister im Verteidigungsministerium (Ministerstwo Obrony Narodowej) berufen.
Am 10. April 2010 gehörte Komorowski zu einer polnischen Delegation um Staatspräsident Lech Kaczyński, die anlässlich des siebzigsten Jahrestages des Massakers von Katyn zur Gedenkstätte nach Russland reisen sollte. Bei einem Flugunfall der Delegation nahe dem Militärflugplatz Smolensk-Nord kam er jedoch gemeinsam mit weiteren hochrangigen Repräsentanten Polens ums Leben. Postum wurde Komorowski am 16. April 2010 das Komturkreuz des Ordens Polonia Restituta (Krzyż Komandorski Orderu Odrodzenia Polski) verliehen.